# Halone farinosa
Halone farinosa är en fjärilsart som beskrevs av Max Wilhelm Karl Draudt 1914. Halone farinosa ingår i släktet Halone och familjen björnspinnare. Inga underarter finns listade i Catalogue of Life.